# 博希蒙德一世

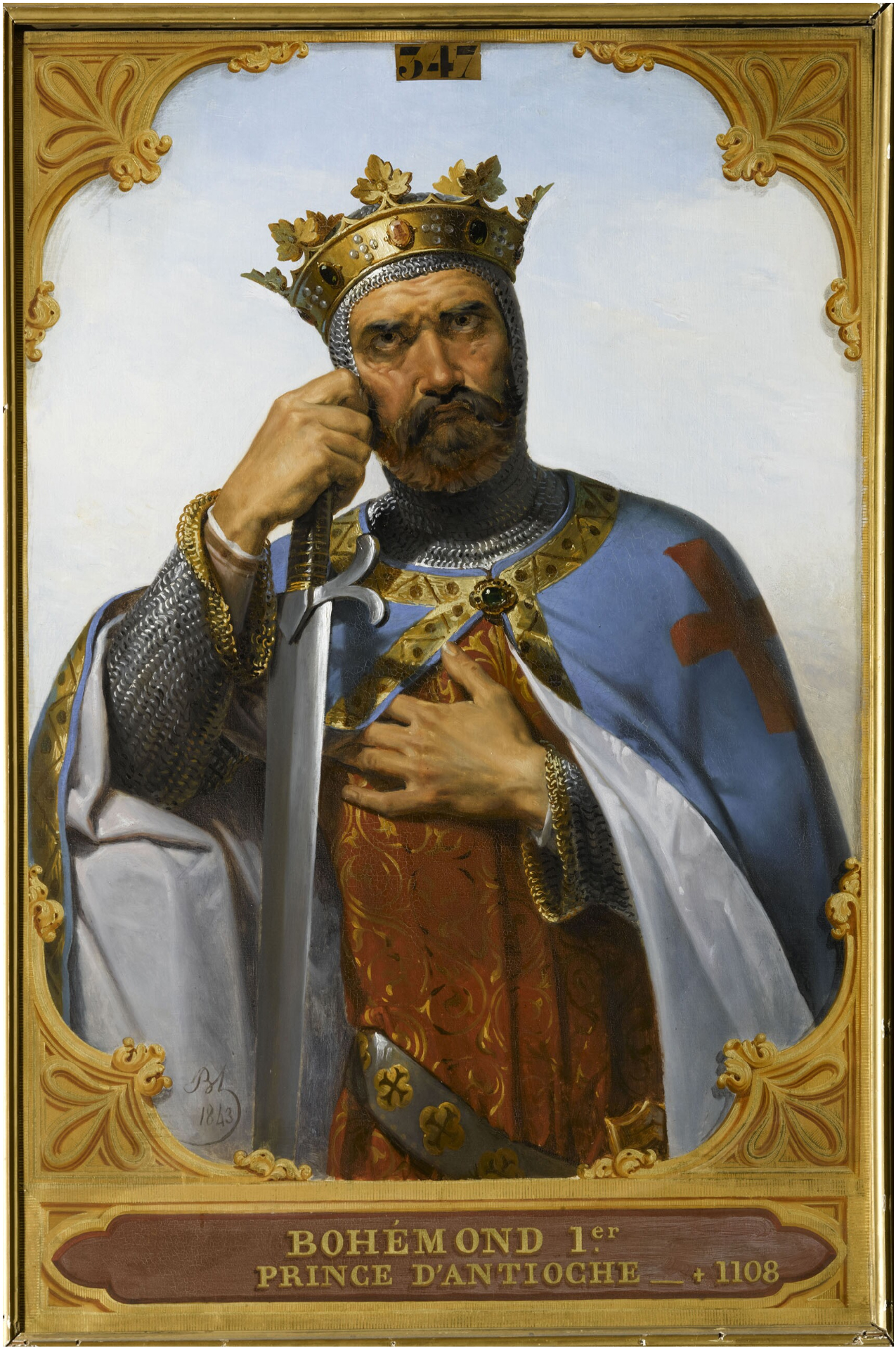
博希蒙德一世

（塔兰托的）博希蒙德一世，塔兰托亲王和安条克亲王（法語：Bohémond de Tarente；约1054年—1111年3月3日）第一次十字军东征的主要将领。他是西西里的诺曼统治者卡拉布里亚公爵罗伯特·吉斯卡尔的长子，吉斯卡尔出身雇佣兵，后成为阿普利亚和卡拉布里亚公爵。
博希蒙德1079年开始领兵，1081年攻占阿夫洛纳，同年拜占庭皇帝阿历克塞一世登基，与诺曼人为敌，成为博希蒙德的对手达30余年。1083年阿历克塞将他们逐出色萨利的拉里萨。1085年博希蒙德丧父，他只得到巴里的塔兰托伯爵领地作为封邑。
1095年11月，教皇乌尔班二世发起第一次十字军东征，博希蒙德立即响应，率领一支小小的诺曼军队参加东征，1096年冬经希腊半岛到达君士坦丁堡。十字军渡过博斯普鲁斯海峡，与土耳其人作战，在尼西亞、多利留姆戰役和安条克的战斗中，博希蒙德战绩辉煌。
1098年第一次十字军攻陷萨拉森人在叙利亚的防卫重镇安条克后，在该城建立了完全照搬欧洲封建制度的十字军国家安条克公国。塔兰托的博希蒙德自称安条克亲王（称博希蒙德一世），作为这个公国的世袭统治者，并奉命驻守在那里。他屡次进犯领邦阿勒颇，扩展领土，但他在与北方的锡瓦斯突厥人的战斗中失败被俘，直到1103年获释。
1105年9月他前往罗马觐见教皇，然后游历法国，1106年与法王腓力一世之女结婚。1107年再次进攻希腊，率大军在阿夫洛纳登陆，阿历克塞一世急于结束战争，让他统治安条克和几个希腊城邦。博希蒙德也无力再战，只得和阿历克塞一世签订迪沃尔条约，接受臣服拜占庭的屈辱条件。

## 资料来源
- Asbridge, Thomas. . Boydell Press. 2000. ISBN 978-0-85115-661-3.
- Barber, Malcolm. . Yale University Press. 2012. ISBN 978-0-300-11312-9.
- Brown, Gordon S. . McFarland&Company, Inc. 2003. ISBN 978-0-7864-1472-7.
- Conti, Emanuele. . Archivio storico per la Calabria e la Lucania. 1967, 35: 11–30.
- Fink, Harold S. . Setton, Kenneth M.; Baldwin, Marshall W.  (编). . The University of Wisconsin Press. 1969: 368–409. ISBN 0-299-04844-6.
- Luscombe, David; Riley-Smith, Jonathan. . Cambridge University Press. 2004.
- Nicol, Donald M. . Cambridge University Press. 1992. ISBN 0-521-42894-7.
- Norwich, John Julius. . Penguin Books. 1992. ISBN 978-0-14-015212-8.
- Runciman, Steven. . Cambridge University Press. 1989a. ISBN 0-521-06161-X.
- Runciman, Steven. . Cambridge University Press. 1989b. ISBN 0-521-06162-8.
- Tyerman, Christopher. . The Belknap Press of Harvard University Press. 2006. ISBN 978-0-674-02387-1.
- Yewdale, Ralph Bailey.  (学位论文). Princeton University. 1917.

## 延伸阅读
- Ghisalberti, Albert M. (ed) Dizionario Biografico degli Italiani. Rome.